# Bauhof

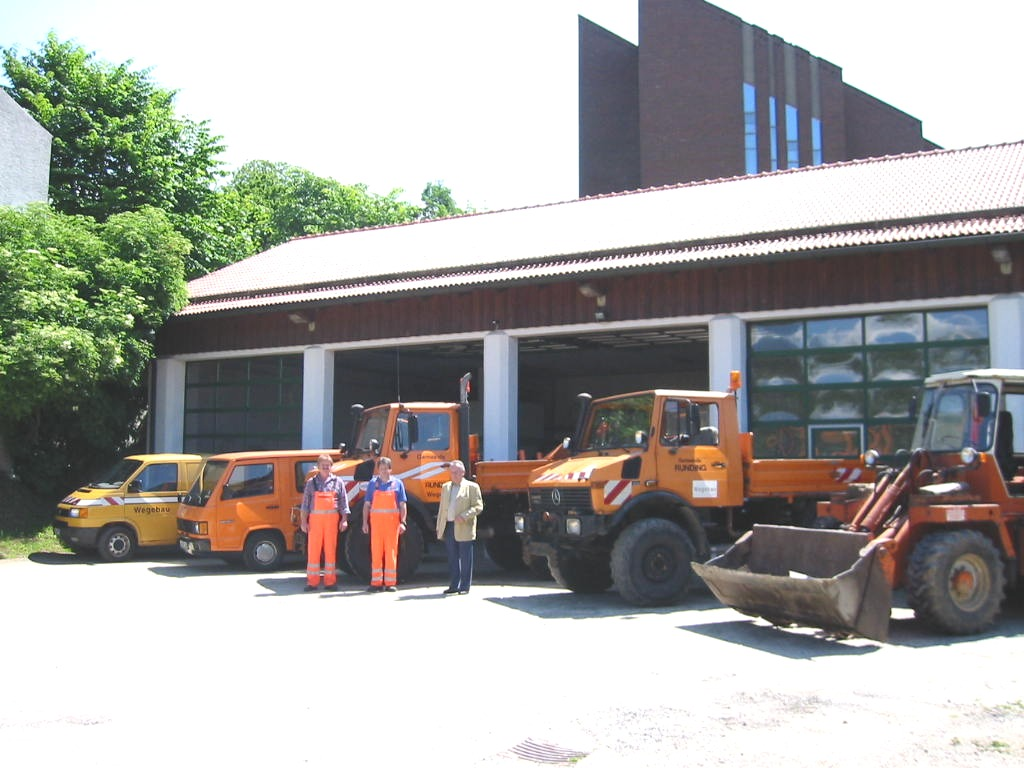
Fahrzeuge auf dem Bauhof der Gemeinde Runding

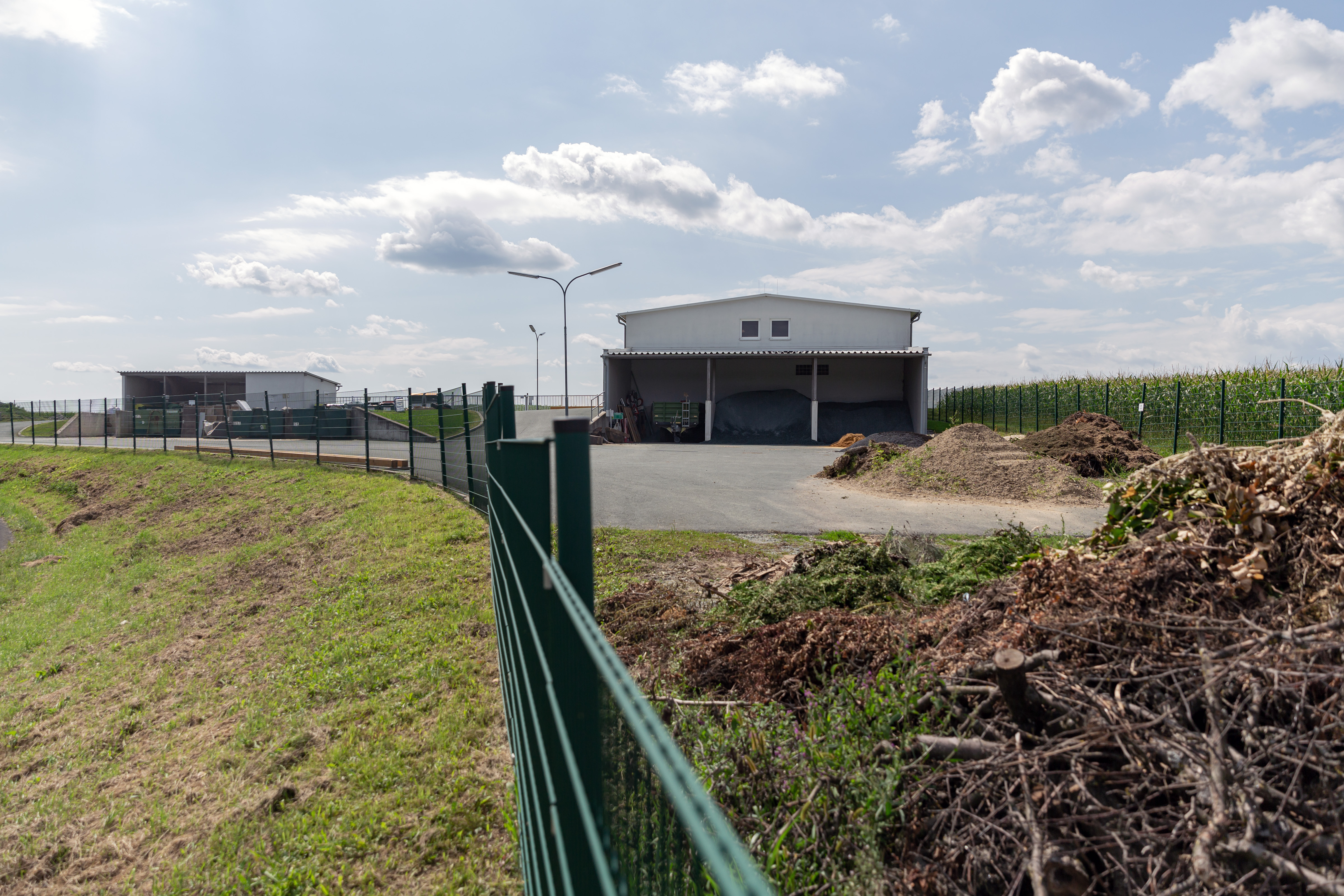
Gelände des Bauhofs von Mariasdorf

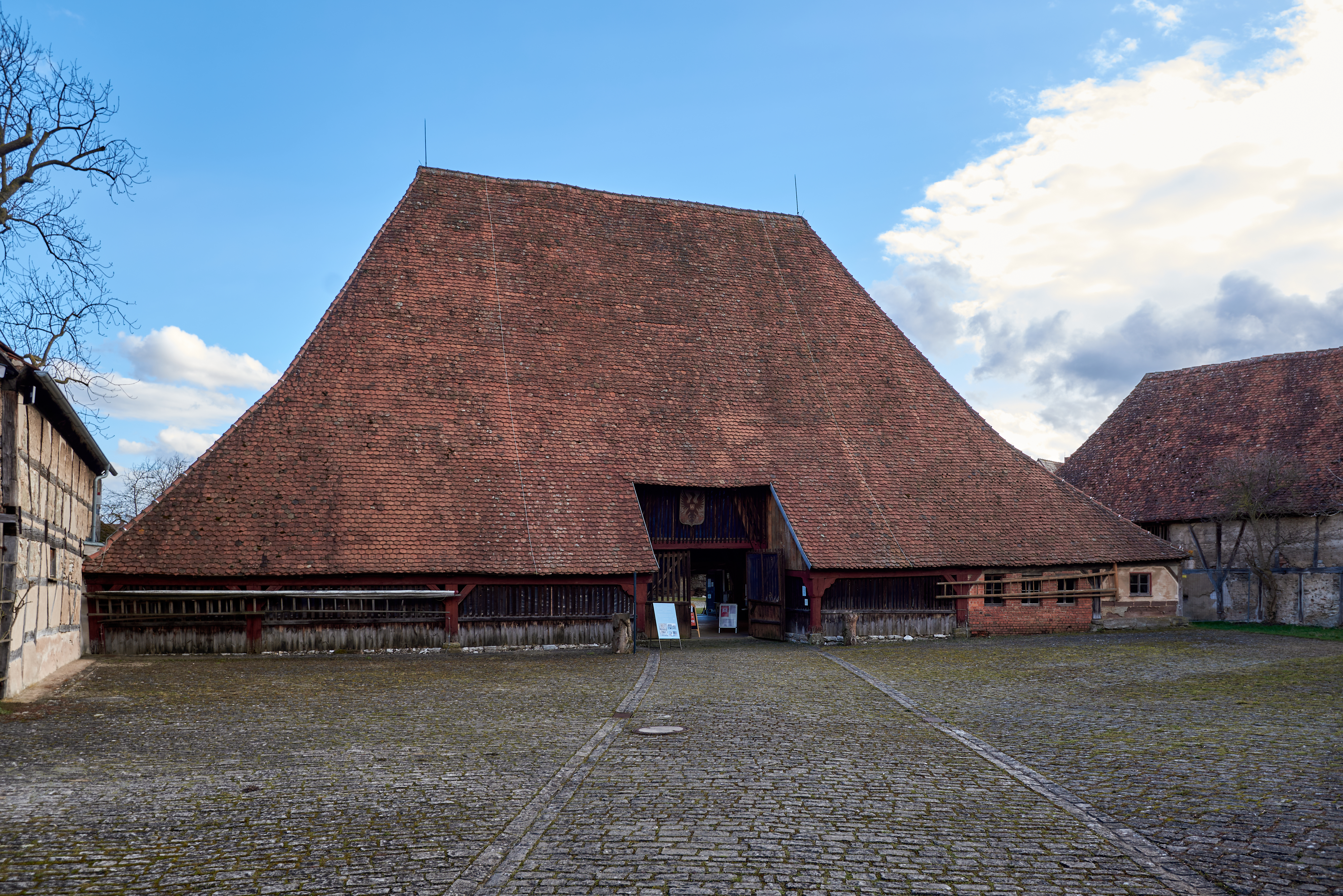
Der städtische Bauhofstadel von Bad Windsheim von 1441, jetzt Fränkisches Freilandmuseum Bad Windsheim

Bauhof ist  ein Lagerplatz für Baumaterial und -maschinen der Baubetriebe und Verwaltungen.
Ein Bauhof kann also am Standort eines Bauunternehmens errichtet werden oder eine ständige Einrichtung von Gemeinden sein, die dort Material und Gerätschaft für Grünpflege, Straßenerhaltung und -reinigung, Winterdienst u. Ä. aufbewahren und die erforderlichen Fahrzeuge abstellen. Im ersten Fall spricht man auch von Betriebshof oder Baubetriebshof, im letzteren auch von Stadtpflegebetrieb. Die Verwaltung kommunaler Bauhöfe erfolgt in unterschiedlichen Rechtsformen wie Regiebetrieb oder Eigenbetrieb.
Meist werden auf dem Bauhof auch Büro-, Umkleide- und Sozialräume für die Mitarbeiter vorgehalten.